# 貝拉維斯塔區

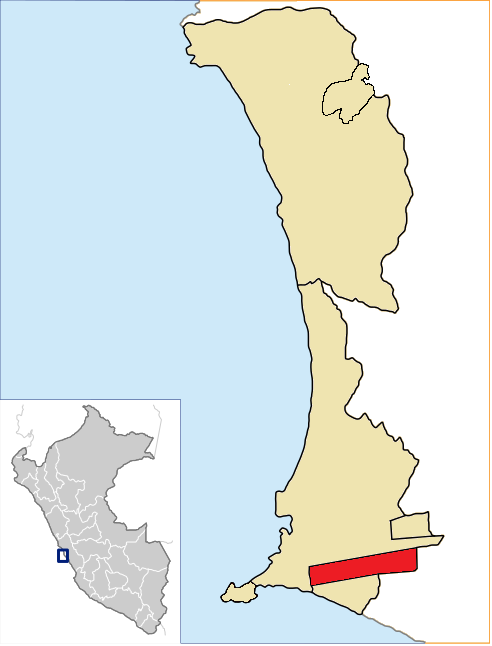

12°03′45″S 77°07′43″W / 12.0624°S 77.1286°W
貝拉維斯塔區（西班牙語：Distrito de Bellavista），是秘魯的一個區，位於該國中西部卡亞俄省，始建於1915年10月6日，面積4.56平方公里，海拔高度34米，2005年人口72,761，人口密度每平方公里16,000人。